# Josh Homme

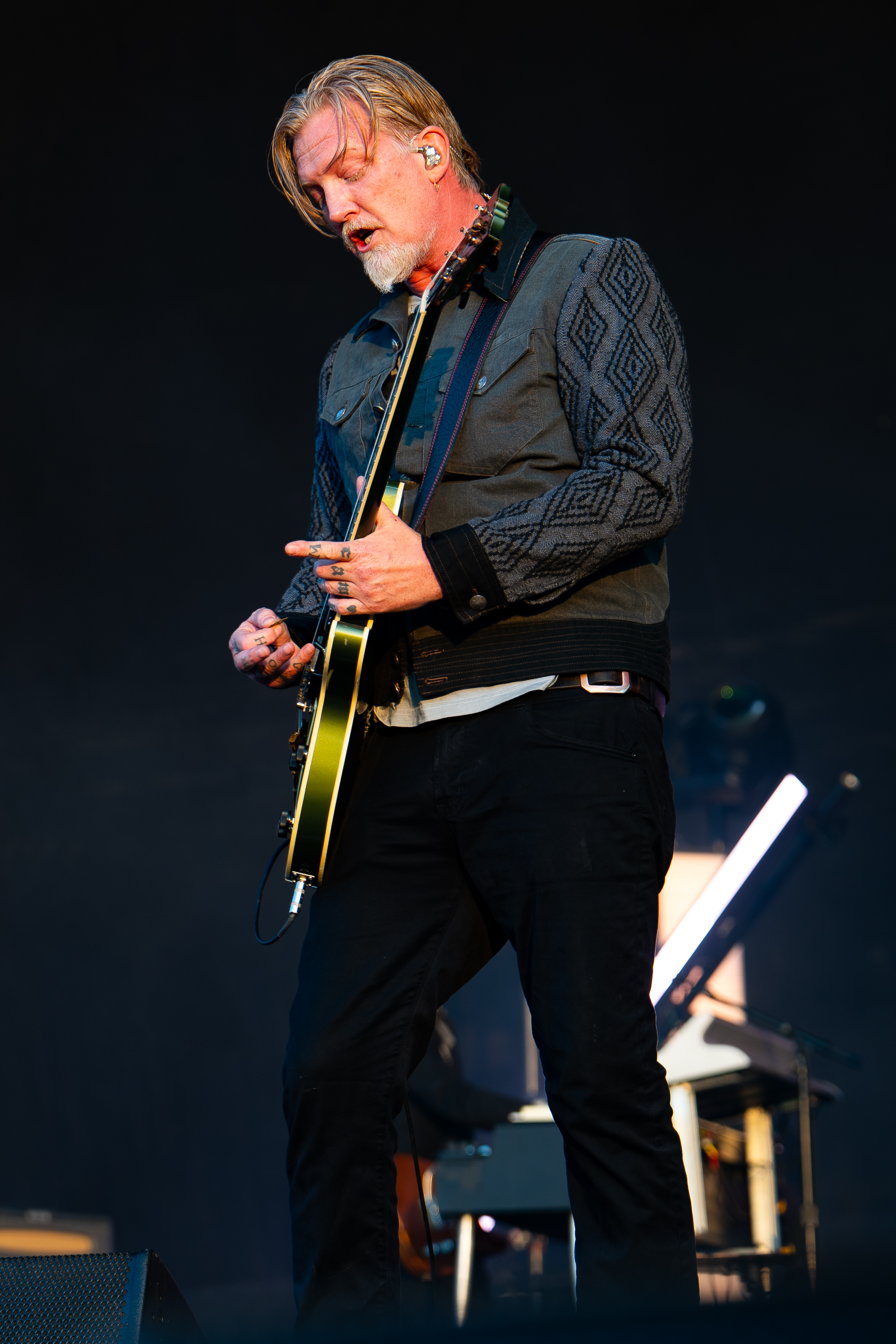
Josh Homme 2023

Joshua Michael „Josh“ Homme [ˈhɒmi:] (* 17. Mai 1973 in Palm Desert, Kalifornien) ist ein US-amerikanischer Rockmusiker und Musikproduzent. Bekannt wurde er als Mitglied in verschiedenen Bands wie den von ihm mitbegründeten Kyuss (Gitarre) und Eagles of Death Metal (Schlagzeug), als einziges ständiges Mitglied der Queens of the Stone Age (Gitarre, Gesang) oder als Teil der 2009 gegründeten Supergroup Them Crooked Vultures (Gitarre, Gesang).

## Werdegang
Josh Homme ist der jüngere von zwei Söhnen des Ehepaars Michael und Irene Homme. Als Gitarrist und Gründungsmitglied von Kyuss schuf Homme während seiner Schulzeit auf der Palm Desert Highschool mit der Band die Stilrichtung des Stoner Rock, dessen Sound maßgeblich auf dem tiefen Gitarrentuning Hommes basierte. So stimmte er seine Gitarre um vier und mehr Halbtonschritte hinab und benutzte teilweise einen Bassverstärker. Als sich die Band 1995 trennte, hatte sie seit 1990 vier Alben veröffentlicht und sich in ihrer weltweiten Fangemeinde einen kultähnlichen Status erspielt. Der große kommerzielle Durchbruch war jedoch ausgeblieben.
Homme pausierte folgend fast ein Jahr, ehe er in Seattle bei der Grunge-Band Screaming Trees für einige Konzerte als zweiter Gitarrist wieder als Musiker in Erscheinung trat.
Mit der Initiierung der Desert Sessions im Jahr 1997 widmete er sich wieder eigenen Musikprojekten und gründete zusammen mit dem Ex-Kyuss-Schlagzeuger Alfredo Hernández die Band Gamma Ray, die er später aufgrund rechtlicher Differenzen mit der gleichnamigen deutschen Band in Queens of the Stone Age umbenannte. Auf dem gleichnamigen Debütalbum, das 1998 erschien, übernahm Homme erstmals den kompletten Gesang und schuf den von ihm selbst genannten Robot Rock, der sich durch minimalistisches Schlagzeugspiel und immer wiederkehrende Gitarrenriffs auszeichnete.
Im Jahr 2001 spielte Homme für das erste Studioalbum von Tenacious D die Gitarren ein. Mit dem 2002 erschienenen Songs for the Deaf, dem dritten Album der Queens of the Stone Age, gelang der Band der große kommerzielle Durchbruch, der es Homme erlaubte, sich vermehrt seinen Nebenprojekten zu widmen.
So spielte Homme neben den in unregelmäßigen Abständen von ihm abgehaltenen Desert Sessions auch Schlagzeug in der von ihm mitbegründeten Band Eagles of Death Metal. Alben seiner Nebenprojekte veröffentlichte er auf seinem eigenen Label RekordsRekords. Hommes Freundschaft zu James Lavelle führte zu seiner Beteiligung an den UNKLE-Alben „Never, Never Land“ und „War Stories“ auf jeweils einem Song. Ebenfalls trug er zum Soundtrack des Filmes Lost Heaven (2002) bei.
Josh Homme widmete sich 2009 dem Musikprojekt Them Crooked Vultures, an dem auch Dave Grohl (Frontmann der Foo Fighters) und John Paul Jones, der Bassist von Led Zeppelin, mitwirkten. Im gleichen Jahr produzierte er das dritte Studioalbum der Arctic Monkeys mit dem Titel Humbug.
Zusammen mit der britischen Band Florence + the Machine nahm Homme 2012 bei deren MTV-Unplugged-Konzert eine Coverversion des ursprünglich von Johnny Cash und June Carter gesungenen Songs Jackson auf. Matthew Perpetua vom Rolling Stone nannte das Lied einen der Höhepunkte der Show.
Im Januar 2016 wurde bekannt, dass Homme zusammen mit Queens-Kollegen Dean Fertita und Arctic Monkeys-Schlagzeuger Matt Helders am neuen Iggy-Pop-Album Post Pop Depression mitgewirkt hat und auch in dieser Konstellation auf Tour gehen wird. Auf dieser Tour werden die vier Musiker noch ergänzt von Matt Sweeney und dem weiteren Queens-Mitglied Troy Van Leeuwen.
2017 führte er beim Dokumentarfilm American Valhalla gemeinsam mit Andreas Neumann Regie. Im selben Jahr schuf Homme den Soundtrack zum Kinodrama Aus dem Nichts von Fatih Akin.

## Privates
Homme war ab 2003 mit Brody Dalle, der Frontfrau der Punk-Rock-Band The Distillers, liiert. Das Paar heiratete 2005. Im Herbst 2019 reichte Dalle die Scheidung ein. Sie sind Eltern einer Tochter (* 2006) und zweier Söhne (* 2011 und * 2016). 
Anfang September 2021 reichten die Söhne über ihre Mutter eine einstweilige Verfügung gegen Homme ein, in der sie ihm körperliche und seelische Misshandlung vorwarfen und die ihren Vater aufforderte, jederzeit 100 Meter von ihnen und dem Familienhund entfernt zu bleiben. Die einstweilige Verfügung wurde jedoch noch im selben Monat von zwei Richtern abgelehnt.
Bei einer Knieoperation erlitt Homme im Oktober 2010 einen Herzstillstand, konnte jedoch wiederbelebt werden. Während seines zweiwöchigen Krankenhausaufenthalts und seiner weitere vier Monate dauernden Bettlägerigkeit verfiel Homme in eine schwere Depression.

## Kontroversen
Homme hielt sich im November 2004 vor einem Konzert der Band The Dwarves im Backstage-Bereich auf, wo es zu einer handgreiflichen Auseinandersetzung mit dem Sänger Blag Dahlia kam, in deren Verlauf Homme eine Bierflasche auf Dahlias Schädel zertrümmerte. Dahlia trug eine Platzwunde davon und musste sich einem Krankenhausaufenthalt unterziehen. 2005 verurteilte ein kalifornisches Gericht Homme wegen schwerer Körperverletzung zu 36 Monaten Haft auf Bewährung. Zu den Auflagen des Gerichts gehörten unter anderem 60 Tage stationäre Drogenbehandlung, Therapie zur Aggressionsbewältigung sowie 15 Tage Sozialstunden beim Hollywood Beautification Team in Los Angeles. Zudem musste er eine Entschädigung an Dahlia zahlen.
Bei einem Konzert des Senders KROQ in Los Angeles 2017 trat Homme der Fotografin Chelsea Lauren von der Bühne aus gegen ihre Kamera, die Lauren im Gesicht traf und sie leicht verletzte. Nach dem Vorfall musste Lauren eine Nacht im Krankenhaus verbringen. Homme veröffentlichte am Tag darauf eine schriftliche Entschuldigung.